# James Bradley
James Bradley [džéjms brêdli], angleški astronom, *  marec 1693, Sherborne pri Cheltenhamu, grofija Gloucestershire, Anglija, † 13. julij 1762, Chalford, Gloucestershire.

## Življenje in delo
Bradley se je od 15. marca 1711 šolal na Kolidžu Balliol na Univerzi v Oxfordu. Leta 1714 je diplomiral in leta 1717 opravil magisterij.
Opazovati je začel v župnišču v kraju Wanstead v Essexu pod pokroviteljstvom svojega strica častitega Jamesa Pounda, ki je bil tudi sam vešč astronom.
6. novembra 1718 so ga izbrali za člana angleške Kraljeve družbe v Londonu.
Naslednje leto je postal vikar v Bridstowu. Poleg tega mu je prijatelj Samuel Molyneux v Walesu pridobil majhno sinekuro. Svojo cerkveno častno službo je leta 1721 zavrnil, ker so ga na Univerzi v Oxfordu izvolili za Savileovega profesorja astronomije. Kot predavatelj eksperimentalne filozofije je med letoma 1729 in 1760 v Asmoleovem muzeju podal 79 predavanj.
V Oxfordu je leta 1725 z zvezdno aberacijo Eltanina, γ Zmaja (Draconis), dobil svetlobno hitrost 308,56×106 m/s. Pred tem so Rømer, Cassini, Newton in drugi pokazali da je hitrost svetlobe končna.
Bradley je leta 1728 in 1729 pri določevanju aberacije Eltanina odkril in pojasnil pojav aberacije svetlobe (Phil. Trans. xxxv. 637) ter sočasno pojav nutacije. Opazovanja za aberacijo je izvedel v Molyneuxovi hiši v Kew Greenu. Objavo odkritja nutacije (Phil. Trans. xlv. I) je odlašal, da bi jo lahko med dvema enakima legama Luninih vozlov (doba 18,6 let) izmeril do minute točno. Odkritje nutacije je objavil šele 14. februarja 1748. Odkritje aberacije svetlobe je bilo prepričljiv dokaz za gibanje Zemlje in s tem za pravilnost Aristarhovih in Keplerjevih teorij.
Kot tretji kraljevi astronom je kot Halleyjev naslednik od leta 1742 do 1761 vodil Kraljevi observatorij Greenwich. Njegov povečan sloves mu je omogočil, da je za observatorij priskrbel nove inštrumente v vrednosti 1000 £. John Bird je leta 1750 zanj izdelal 8 kvadrant, s katerim je v desetih letih Bradley nakopičil neprecenljivo vrednost za obnovo astronomije.
Leta 1762 je objavil teleskopski zvezdni katalog, ki je bil tako točen, da je veljal vse do 19. stoletja.
Izmeril je Jupitrov premer. Njegova nenavadno točna opazovanja v observatoriju Greenwich so bila zelo uporabna, še posebej pa so služila Besslu, ki je leta 1818 izdal katalog položajev zvezd, izračunanih po Bradleyevih opazovanjih. Bradleyjeva opazovanja zaradi spora o lastništvu najprej niso objavili. Končno jih je objavila založba Clarendon Press iz Oxforda v dveh folijih leta 1798 in 1805. Šele sposobnosti in marljivost Bessla so pokazale njihovo veliko pomembnost.
Bradley je nasprotoval Halleyjevemu odkritju lastnih gibanj zvezd. Mislil je, da so gibanja navidezna zaradi gibanja Sonca po prostoru. Za Halleyjevo odkritje se je zavzemal samo Giovanni Cassini.
Slabega zdravja se je Bradley leta 1761 upokojil in se umaknil v vasico Cotswold pri Chalfordu. Tu je v Skiveralls Hause tudi umrl.

## Priznanja

### Nagrade
Za svoje znanstvene dosežke je Bradley leta 1748 prejel Copleyjevo medaljo Kraljeve družbe. V letu 1752 so mu podelili kraljevsko pokojnino 250 £ na leto.

### Poimenovanja
Po njem se imenuje asteroid glavnega asteroidnega pasu 2383 Bradley.
1. ↑  https://link.springer.com/referenceworkentry/10.1007/978-0-387-30400-7_194
2. 1 2 3 4  Complete Dictionary of Scientific Biography — Detroit: Charles Scribner's Sons, 2008. — ISBN 978-0-684-31559-1
3. 1 2 3 4  MacTutor History of Mathematics archive — 1994.
4. ↑  SNAC — 2010.